# XLink Kai
XLink Kai är en metod (utvecklad av Team-XLink) för att spela online med vissa spelkonsoler genom att lura konsolen att tro att den kopplar upp sig mot ett lokalt datornät. Tekniken utvecklades från början till Xbox, men varianter finns nu också till Xbox 360, PlayStation 2, Playstation Portable med flera.
För att XLink Kai ska fungera måste användaren ladda ner och installera en särskild mjukvara som måste vara igång medan spelet fortgår. Mjukvaran fungerar som en tunnel för spelen ut på Internet. Mjukvaran går att köra på de allra flesta operativsystem. Detta nätverk är gratis till alla användare. Funktionaliteten erbjuds direkt i Xbox Media Centers grafiska gränssnitt.
Eftersom mjukvaran som används även går att köra i Linux så är det möjligt att köra den på vissa Linuxbaserade enheter, såsom routern LinkSys Wi-Fi router WRT54G/GS/GL med en speciell firmware, eller LinkSys NSLU2 NAS med Linuxversionen.
XLink fungerar även till Playstation Portable där man installerar mjukvaran XLink Kai på sin PC/Mac och sätter in ett godkänt USB/PCI-nätverkskort i maskinen. Detta kort behöver innehålla en viss typ av chip för att det hela ska fungera. Nätverksföretaget Planex Communications har inlett ett samarbete med Team XLink och har tagit fram ett antal speciella nätverkskort som passar till programmet XLink Kai. Ett annat företag med kompatibel utrustning är Datel och deras USB-dongle WiFI MAX.
Man lurar sin spelkonsol att tro att den ansluter till en annan spelkonsol när man i själva verket bygger en tunnel till sin dators nätverkskort och sedan ansluter man genom sin vanliga Internet-anslutning till andra spelare runt om i världen via en XLink Servrar.